# Euacanthella insularis
Euacanthella insularis är en insektsart som beskrevs av Evans 1938. Euacanthella insularis ingår i släktet Euacanthella och familjen dvärgstritar. Inga underarter finns listade i Catalogue of Life.